# Dokki
Dokki eller El Dokki (arabiska: الدقي, av arabiskt eller turkiskt ursprung, betyder hamn) och är ett distrikt (kism) i Giza, Egypten. Dokki ligger på den västra stranden av Nilen, gränsar till Agouza i söder, mitt emot Centrala Kairo på den östra sidan och utgör en del av det centrala stor-Kairo.
Många av Kairos landmärken finns i Dokki: Tyska Skolan och cirka 40 utländska ambassader, bland annat de från Ryssland, Somalien, Frankrike, Tchad, Tjeckien och Etiopien. Antalet ambassader i Dokki överträffas enbart av antalet i Zamalek.